# Episodi di 21 Jump Street (quinta stagione)
La quinta e ultima stagione della serie televisiva 21 Jump Street è stata trasmessa in anteprima negli Stati Uniti d'America in syndication dal 13 ottobre 1990 al 27 aprile 1991.
| nº | Titolo originale              | Titolo italiano | Prima TV USA     | Prima TV Italia |
| -- | ----------------------------- | --------------- | ---------------- | --------------- |
| 1  | Tunnel of Love                |                 | 13 ottobre 1990  |                 |
| 2  | Back to School                |                 | 20 ottobre 1990  |                 |
| 3  | Buddy System                  |                 | 27 ottobre 1990  |                 |
| 4  | Poison                        |                 | 3 novembre 1990  |                 |
| 5  | Just Say No! High             |                 | 10 novembre 1990 |                 |
| 6  | Brothers                      |                 | 17 novembre 1990 |                 |
| 7  | This Ain't No Summer Camp     |                 | 24 novembre 1990 |                 |
| 8  | The Girl Next Door            |                 | 1º dicembre 1990 |                 |
| 9  | Diplomas for Sale             |                 | 8 dicembre 1990  |                 |
| 10 | Number One with a Bullet      |                 | 22 dicembre 1990 |                 |
| 11 | Equal Protection              |                 | 5 gennaio 1991   |                 |
| 12 | The Education of Terry Carver |                 | 14 gennaio 1991  |                 |
| 13 | Baby Blues                    |                 | 21 gennaio 1991  |                 |
| 14 | Film at Eleven                |                 | 9 febbraio 1991  |                 |
| 15 | In the Name of Love           |                 | 16 febbraio 1991 |                 |
| 16 | Coppin' Out                   |                 | 23 febbraio 1991 |                 |
| 17 | Under the Influence           |                 | 23 marzo 1991    |                 |
| 18 | Crossfire                     |                 | 30 marzo 1991    |                 |
| 19 | Wasted                        |                 | 6 aprile 1991    |                 |
| 20 | Bad Day at Blackburn          |                 | 13 aprile 1991   |                 |
| 21 | Homegirls                     |                 | 20 aprile 1991   |                 |
| 22 | Second Chances                |                 | 27 aprile 1991   |                 |